# سیمون وورمول
سیمون وورمول (انگلیسی: Simon Wormull؛ زادهٔ ۱ دسامبر ۱۹۷۶) بازیکن فوتبال اهل بریتانیا است.
از باشگاه‌هایی که در آن بازی کرده‌است می‌توان به باشگاه فوتبال برنتفورد، باشگاه فوتبال هورنچورج، باشگاه فوتبال لوس، باشگاه فوتبال تاتنهام هاتسپر، باشگاه فوتبال کراولی داون گاتویک، باشگاه فوتبال کراولی تاون، باشگاه فوتبال برایتون اند هوو آلبیون، باشگاه فوتبال دوور اتلتیک، باشگاه فوتبال ایست‌بورن بورو، باشگاه فوتبال فارن‌بورو، و باشگاه فوتبال استیونج اشاره کرد.
وی همچنین در تیم ملی فوتبال England National Game XI بازی کرده‌است.